# La Régalante
La Régalante est une véloroute française, identifiée V409, qui débute sur le quai Nord de la Loire à Nantes (Loire-Atlantique), à la jonction avec l'itinéraire La Loire à Vélo, et se termine à l'entrée de l'île du Mont-Saint-Michel (Manche). Longue de 275 km sur le tracé d'anciennes voies ferrées, elle traverse la région historique des marches de Bretagne, entre la Loire et la Manche.

## Toponymie
La Régalante est un mot-valise composé du nom de la  galette de blé noir, du Gallo, la langue traditionnelle et de « galante » rappelant les notions de chaleur et de gourmandise. Les éléments graphiques du logo évoquent le crénelage des murailles des cités médiévales et rappelle également les châteaux forts de Vitré, de Fougères et la forteresse médiévale de Châteaubriant, des villes traversées par la véloroute, dans cette région très marquée par l'Histoire liée à l'indépendance de la Bretagne face au royaume de France.
L'itinéraire est identifié par le numéro V409.

Itinéraire de La Régalante de la Loire à la Manche, au coeur du Grand Ouest de la France.

## L'itinéraire

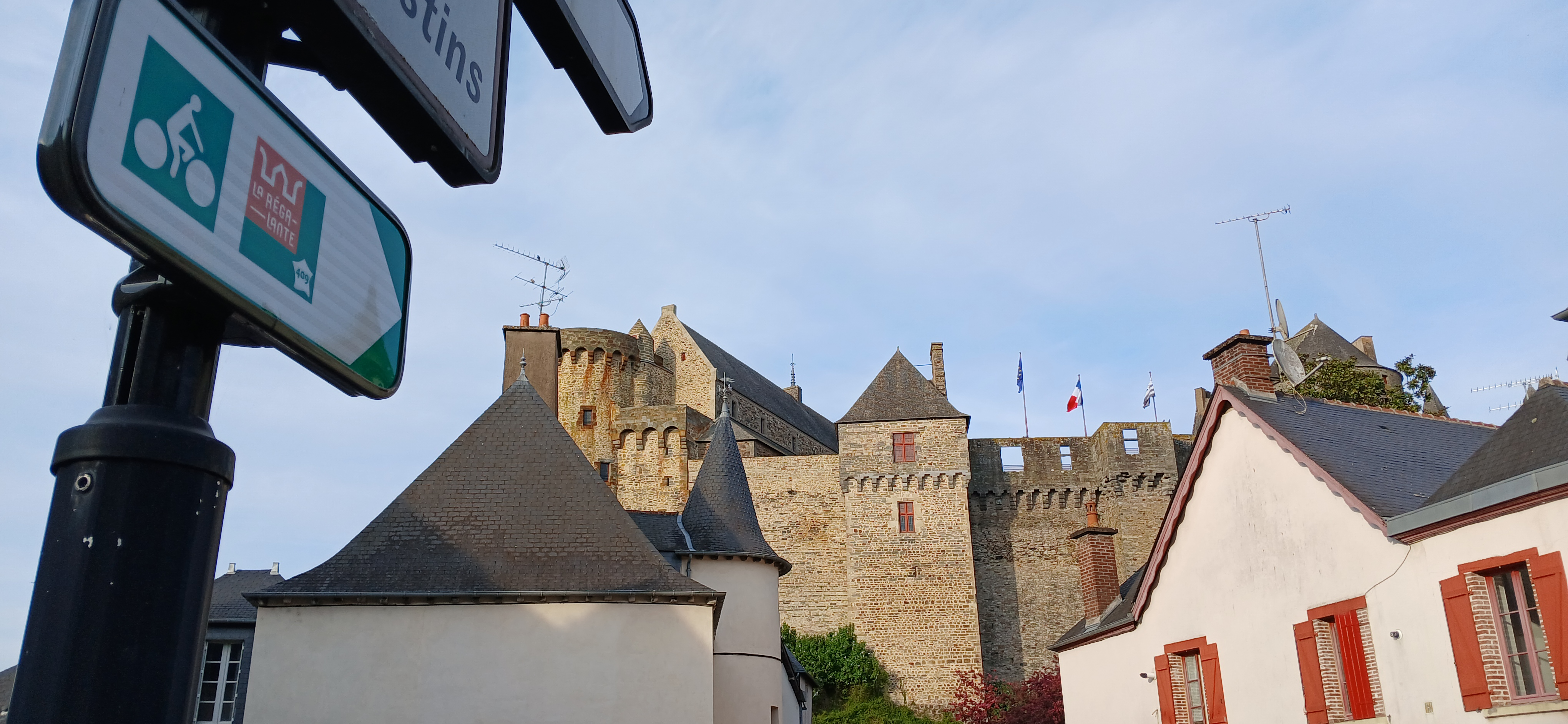
La Régalante au pied du Château de Vitré.

Le parcours de La Régalante est reconnu pour sa facilité d’accès. Les étapes sont courtes, comprises entre 19 à 40 km d'interdistance, un dénivelé modéré et la moitié du tracé est en site propre. La véloroute est considérée comme facile et est accessible à tous types de profils de cyclistes, en groupe ou en famille.
Les anciennes voies ferrées désaffectées sont aménagées et jalonnées pour le cyclotourisme. Les voies concernées correspondent à la ligne de Martigné-Ferchaud à Vitré, la ligne de Vitré à Pontorson et enfin la ligne de Pontorson au Mont-Saint-Michel. 
Le parcours traverse une région au patrimoine fourni, composé de monuments majeurs avec des châteaux-forts (Fougères, Vitré, Châteaubriant), villes et villages pittoresques et préservés, nombreux lacs avec leur biodiversité ainsi que des paysages naturels vallonnés.
Les principales villes-étapes traversées sont :
- Nantes (connexion à La Loire à Vélo et la Vélodyssée - EuroVelo 1[5])
- Nort-sur-Erdre
- La Meilleraye-de-Bretagne
- Châteaubriant
- Martigné-Ferchaud
- La Guerche-de-Bretagne
- Vitré
- Fougères
- Maen Roch
- Le Mont-Saint-Michel (connexion à l'EuroVelo 4 - Vélomaritime et la Véloscénie[5])

3 régions traversées :
- Normandie
- Bretagne
- Pays de la Loire

## Photos des sites traversés

La passerelle Victor Schoelcher à Nantes, point de départ/arrivée de la Régalante, jonction avec La Loire à Vélo.
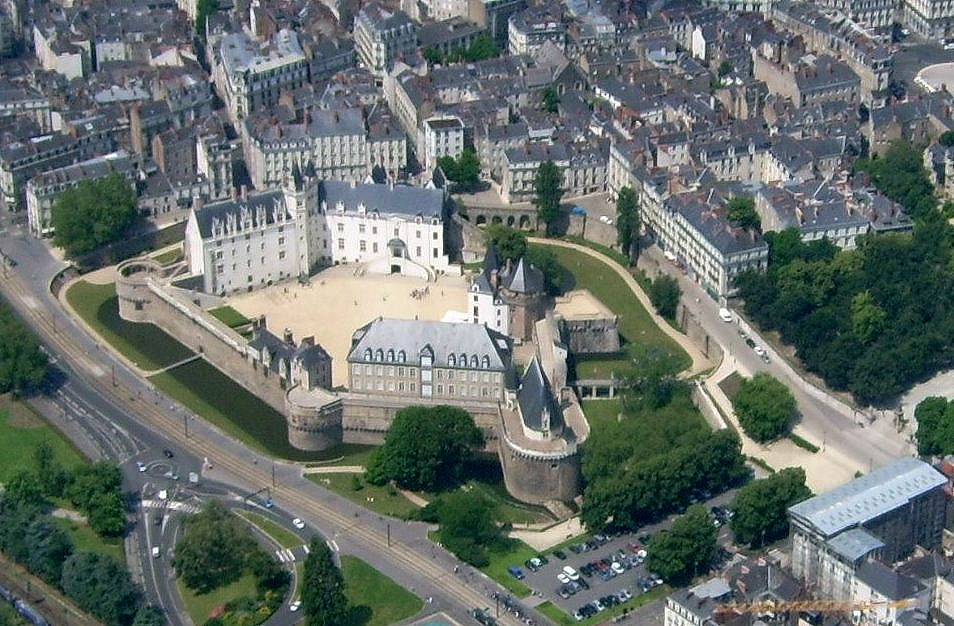
Le Château des Ducs de Bretagne, Nantes
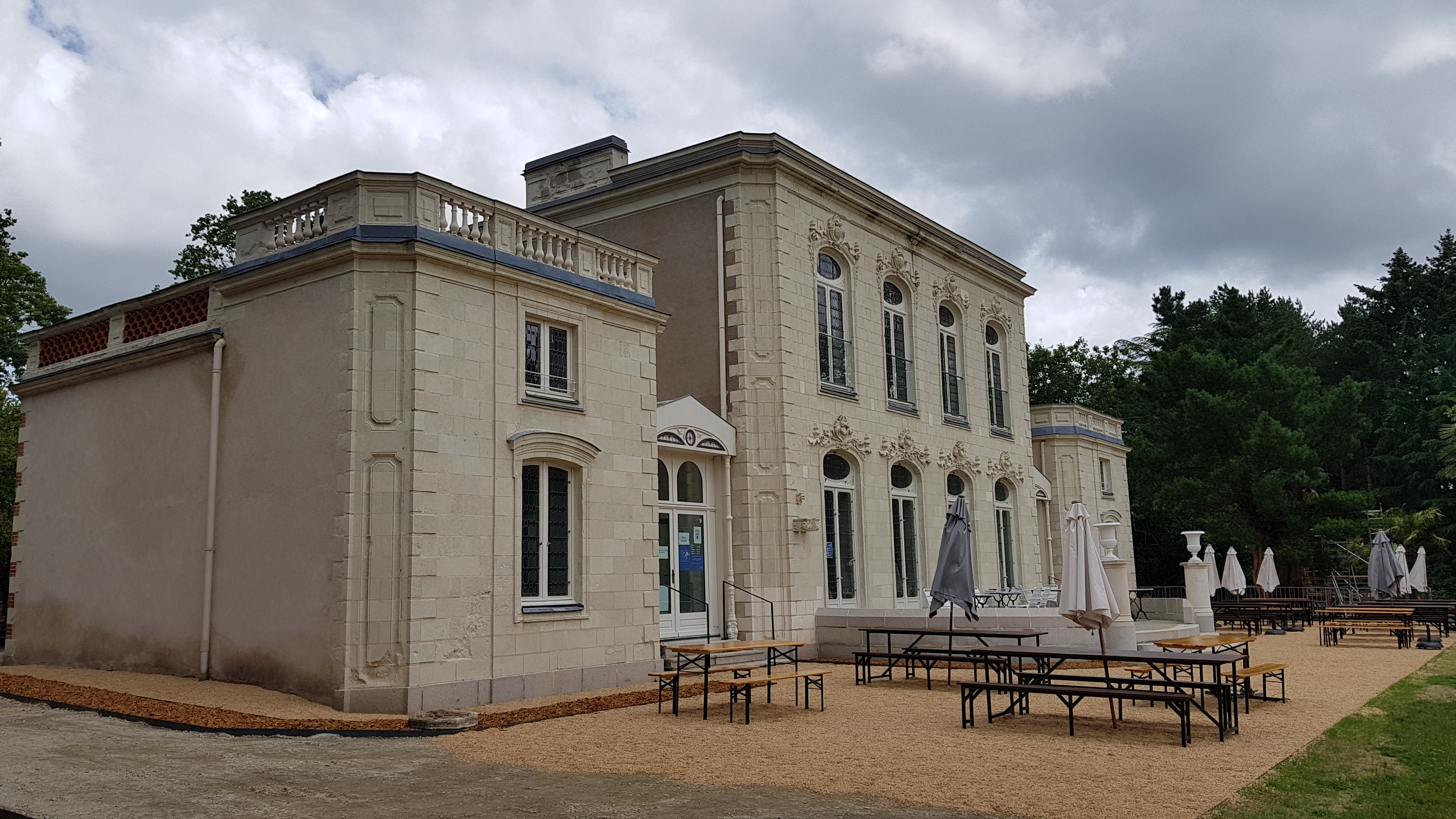
Manoir de La Châtaigneraie, Sucé-sur-Erdre
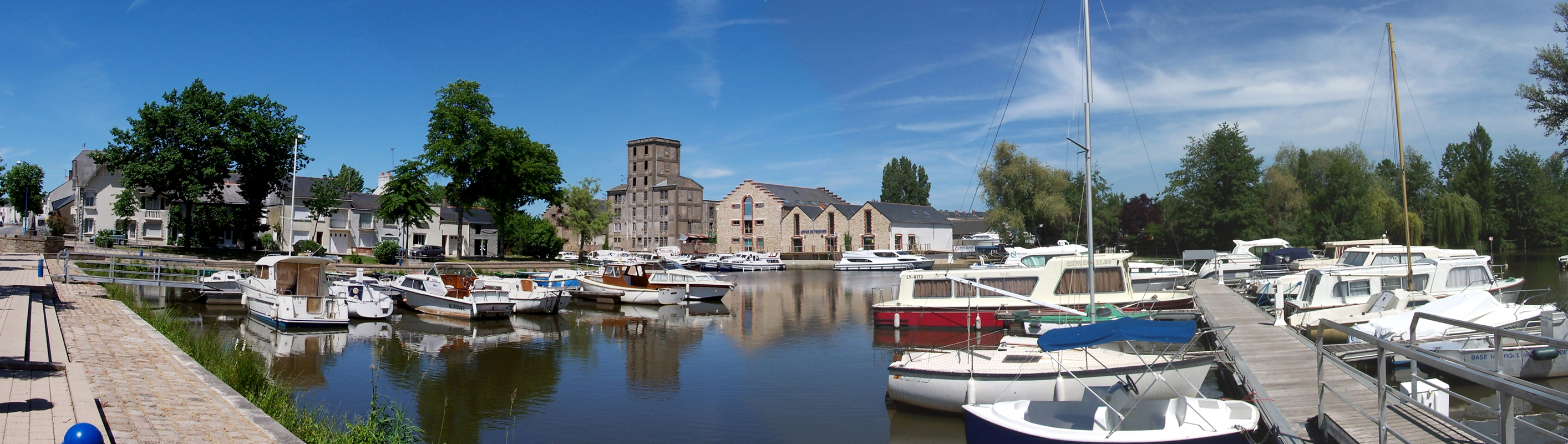
Le Bassin (Port de plaisance et ancienne minoterie de Nort-sur-Erdre)
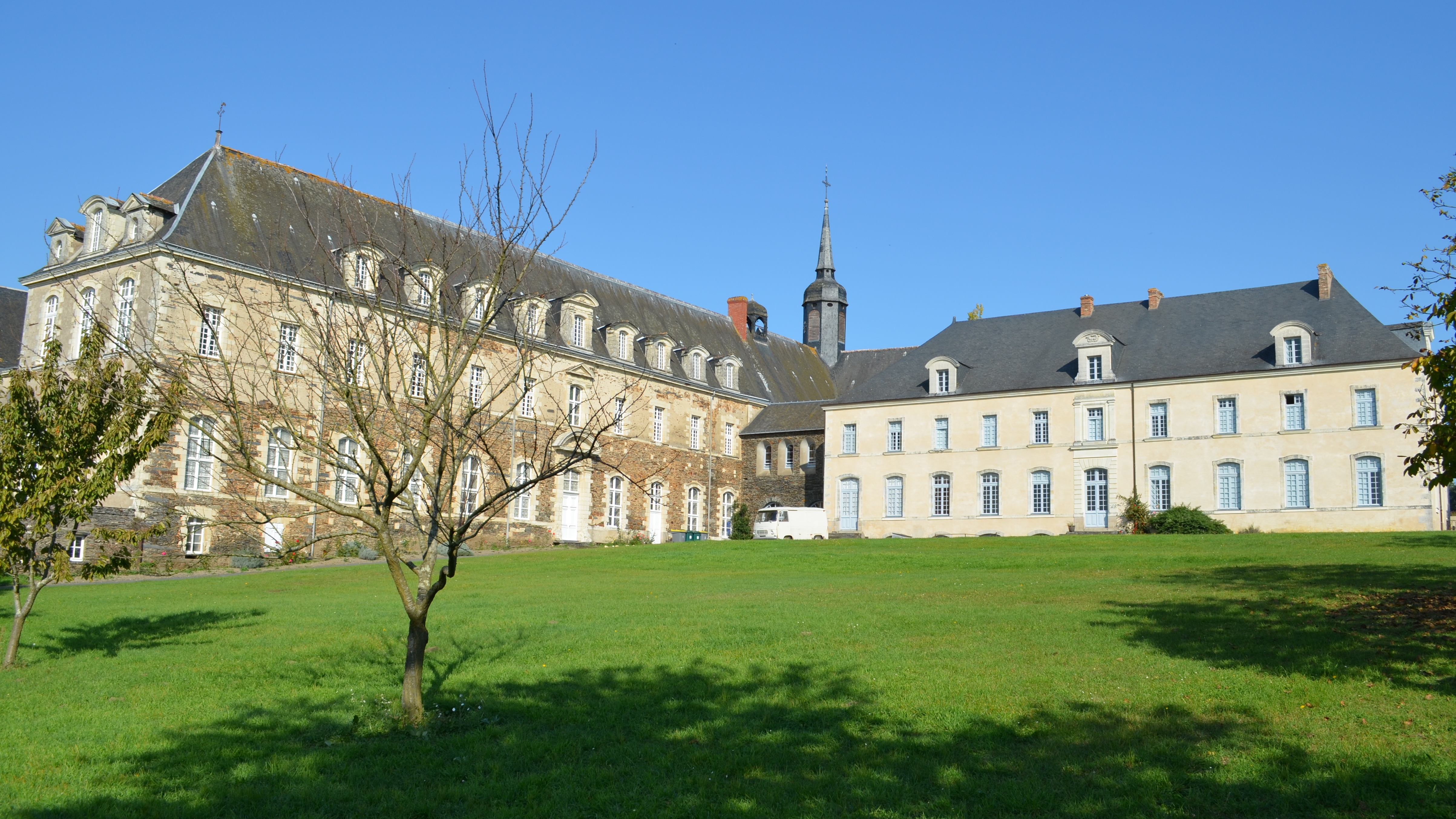
Abbaye Notre-Dame de Melleray, La Meilleraye-de-Bretagne
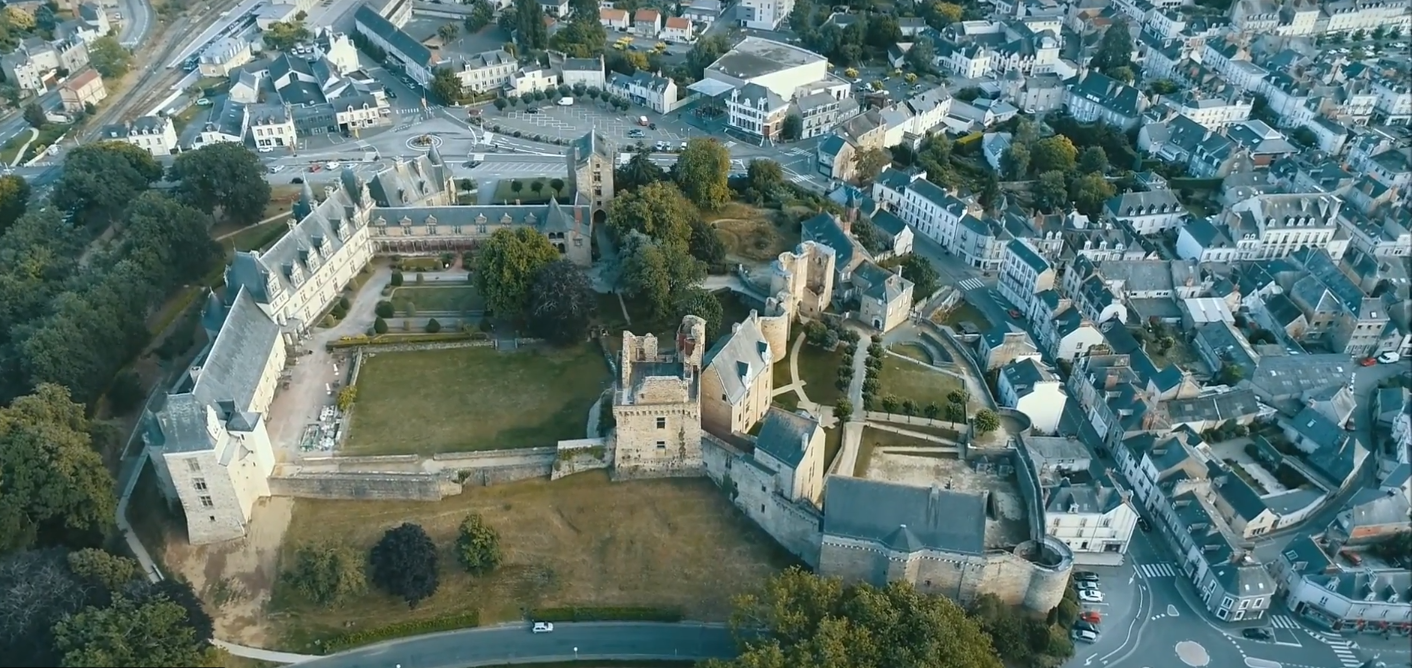
Château de Châteaubriant
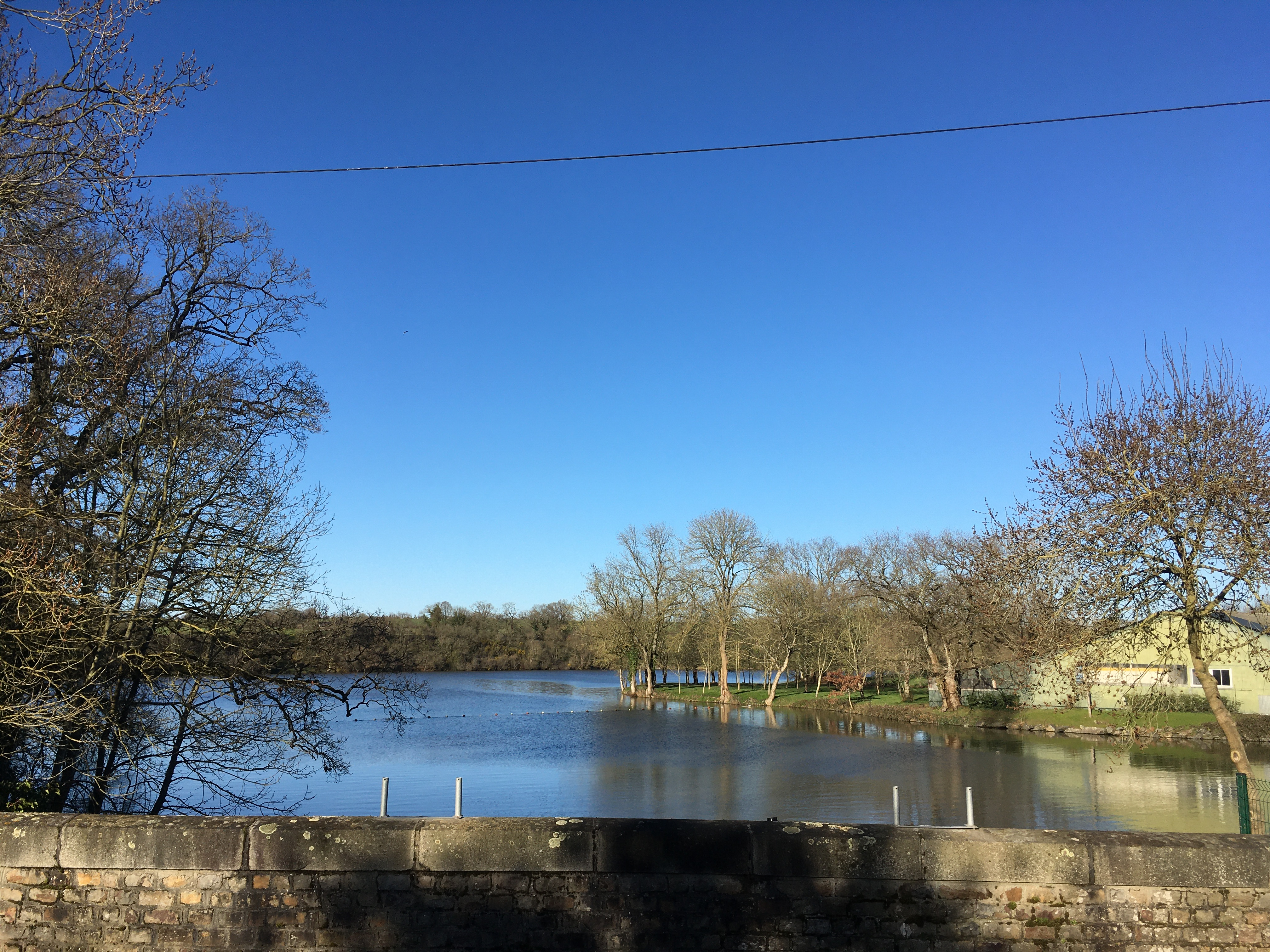
Étang de la Forge, Martigné-Ferchaud
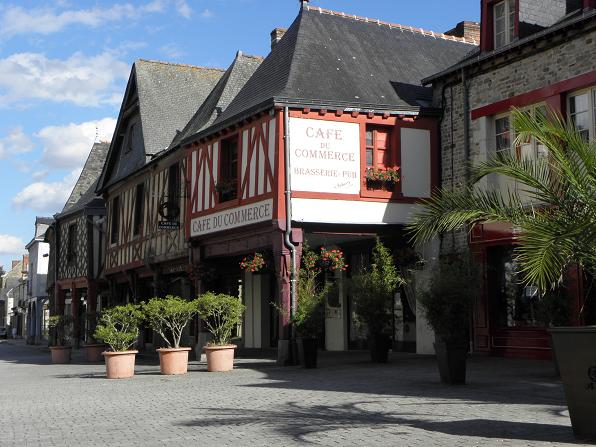
Maisons à pans de Bois, La Guerche-de-Bretagne
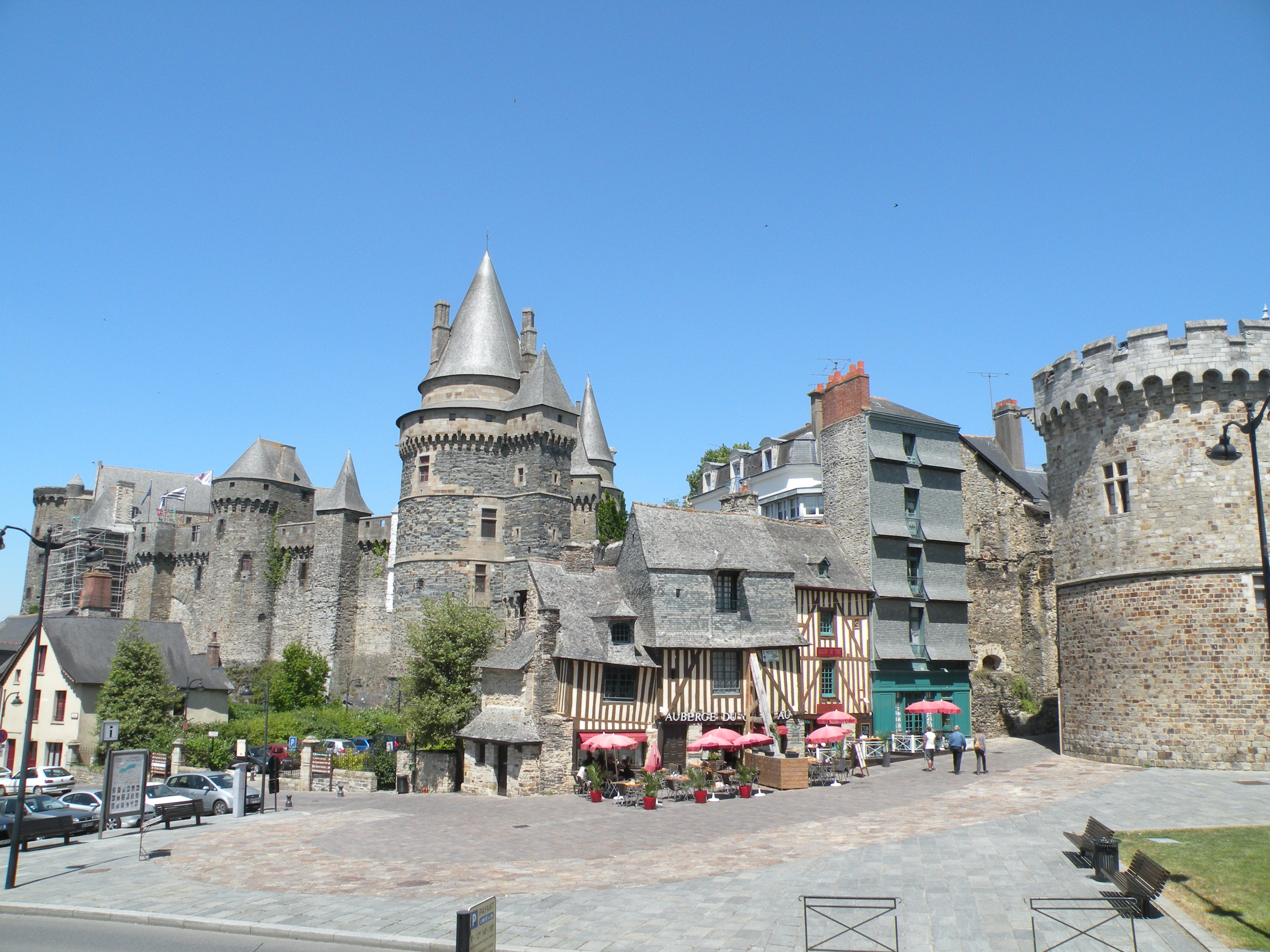
Cité médiévale, remparts, églises et maisons à pans de bois, Vitré
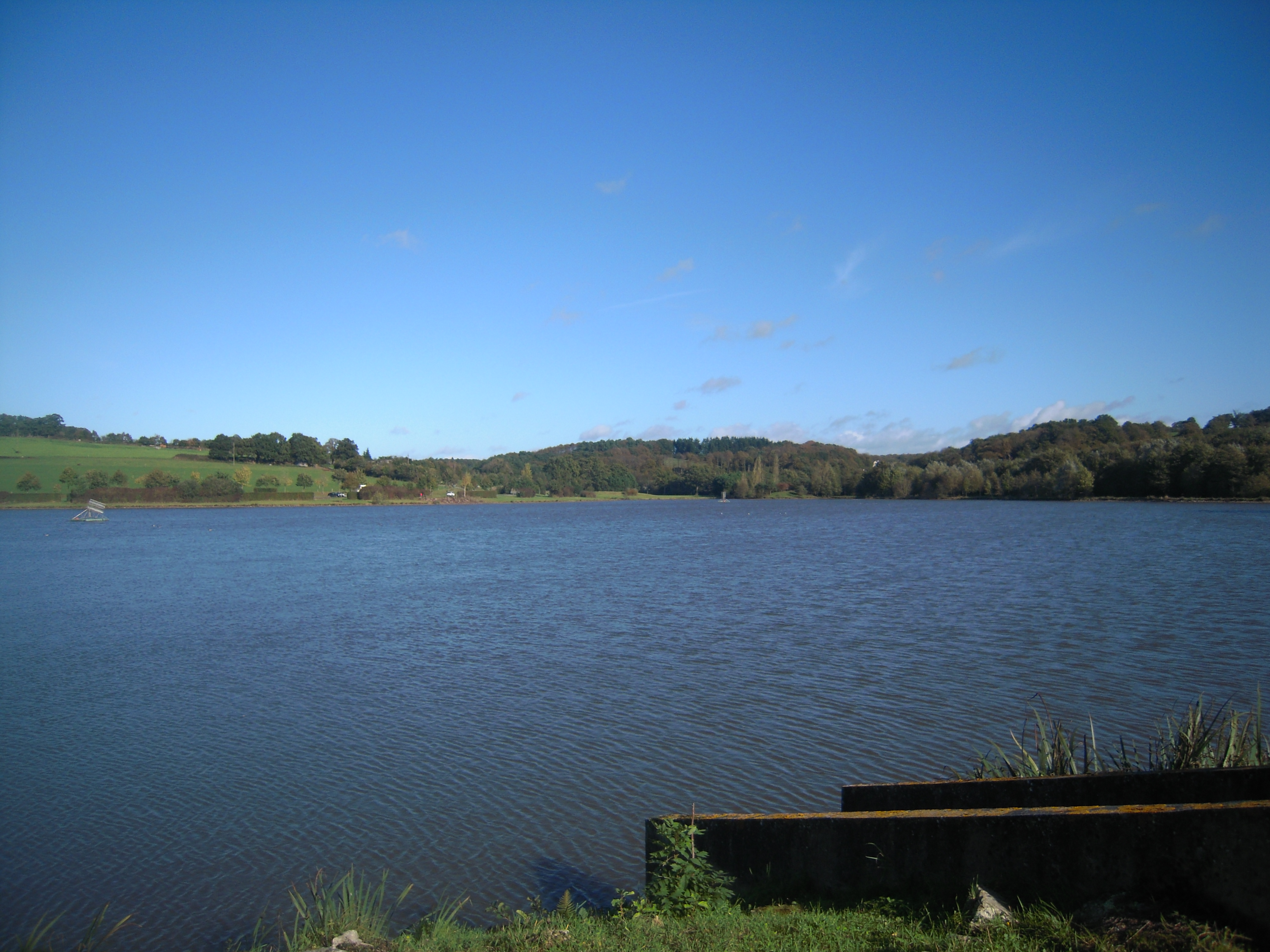
Collines et lac de la Cantache à Montreuil-sous-Pérouse
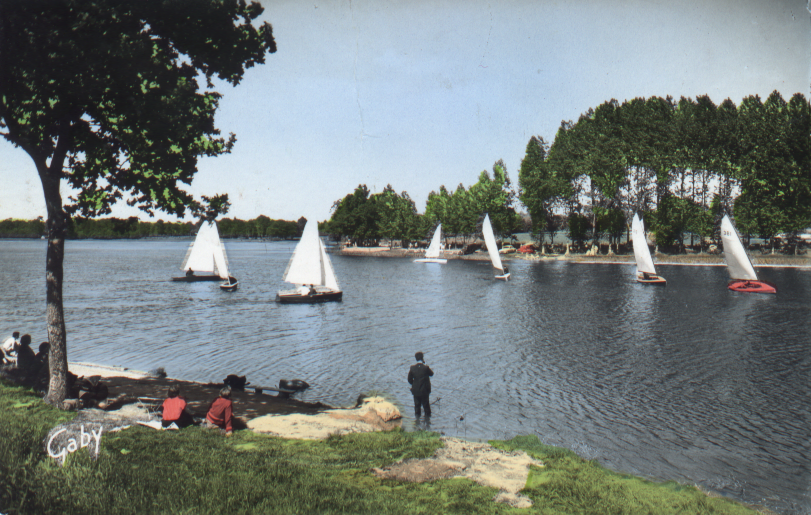
Lac de Châtillon-en-Vendelais
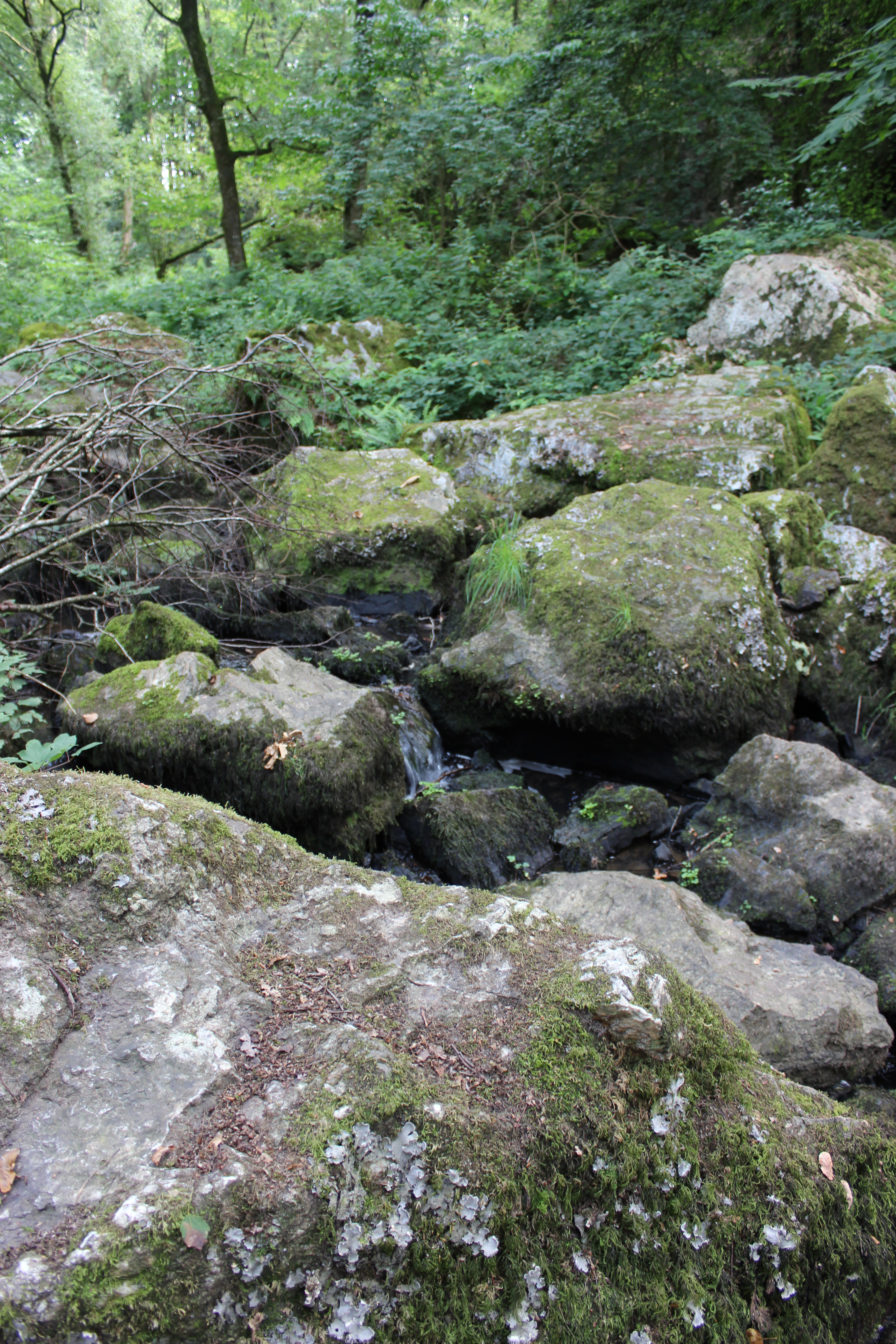
Canyon du Saut-Roland, Dompierre-du-Chemin
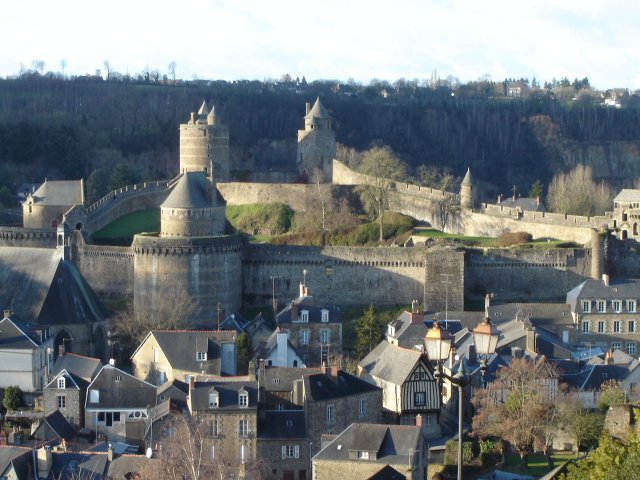
La ville industrielle de Fougères et son château-fort
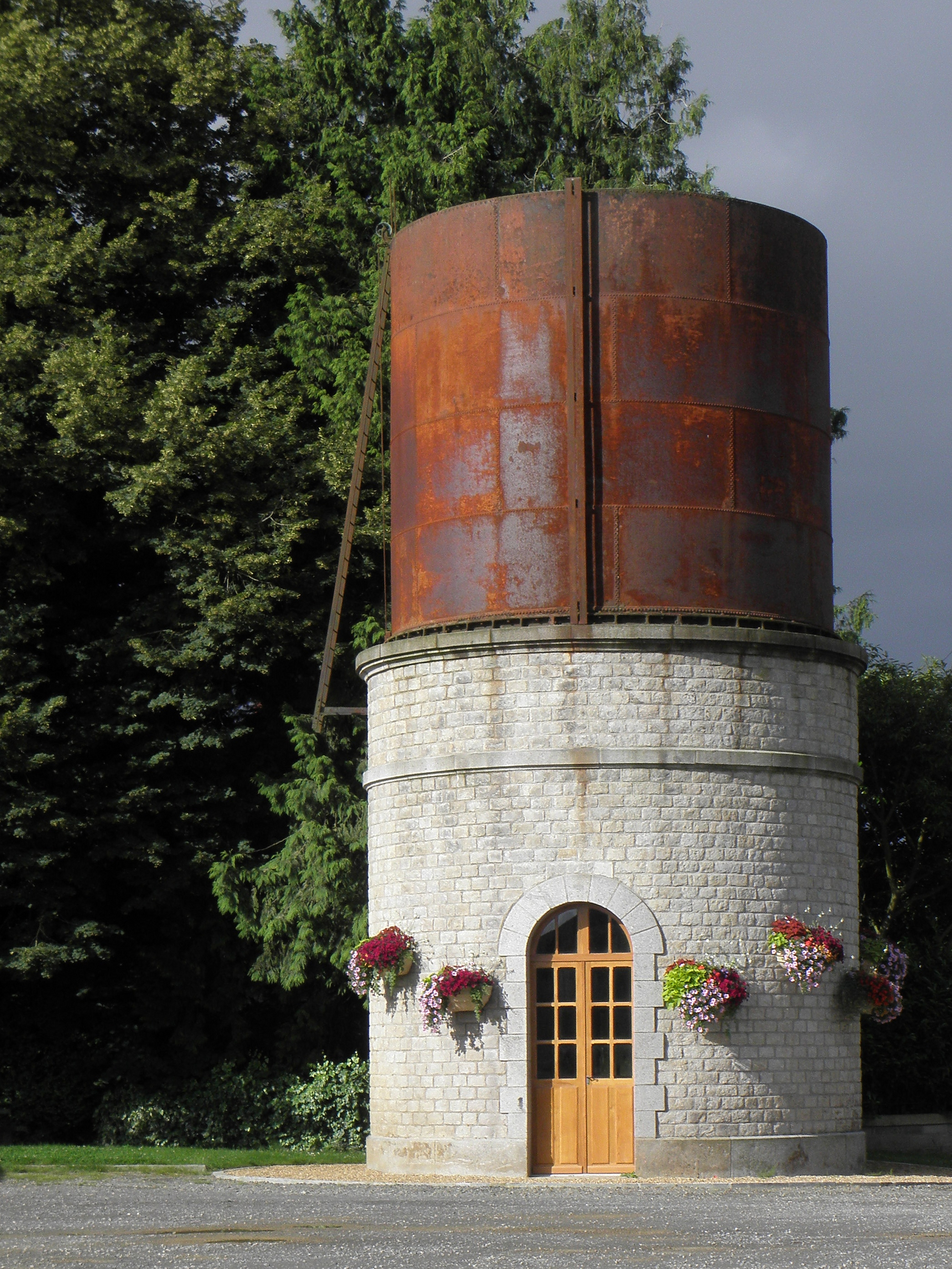
Château d'eau ferroviaire, ancienne gare de Maen-Roch
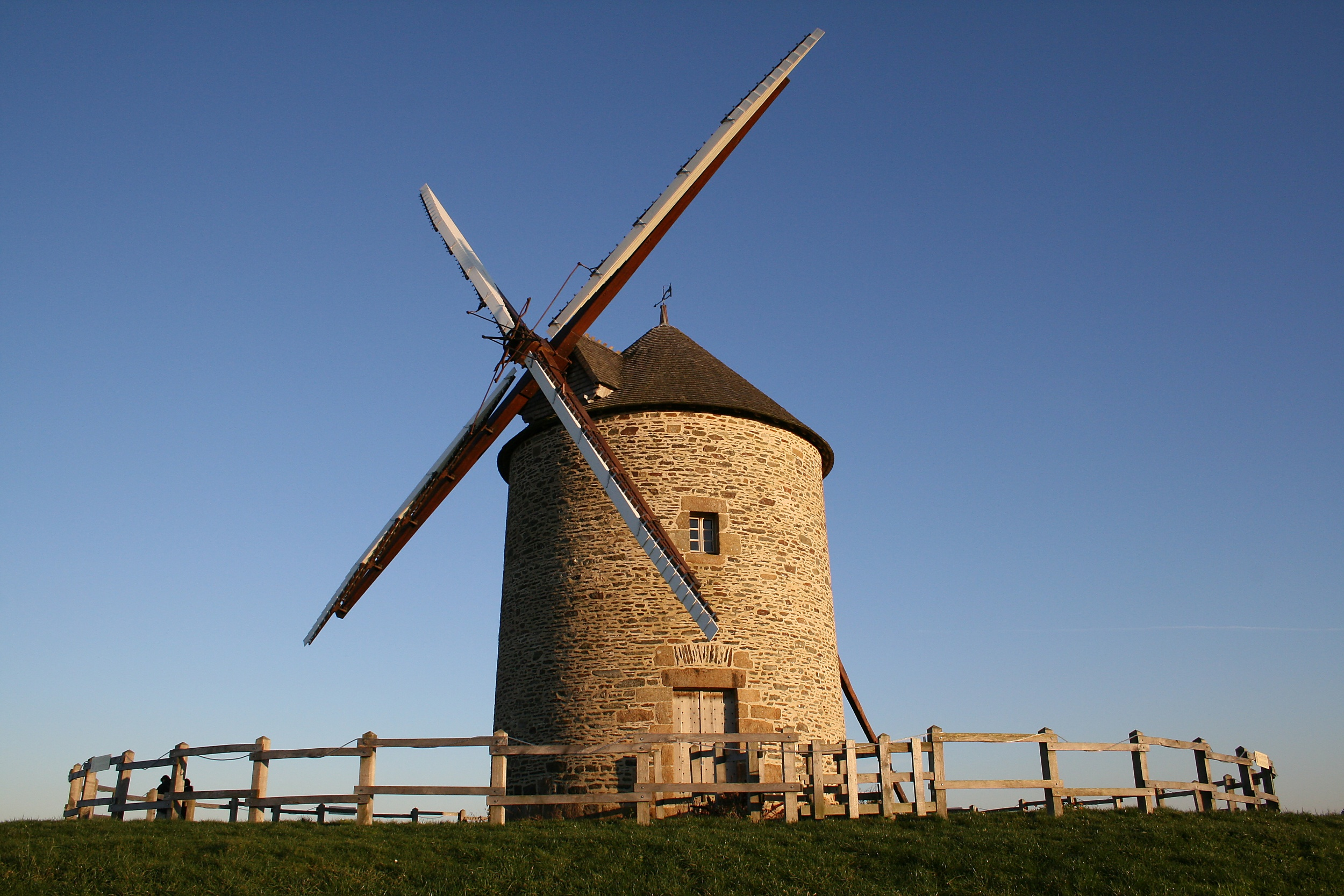
Moulin de Moidrey, Pontorson
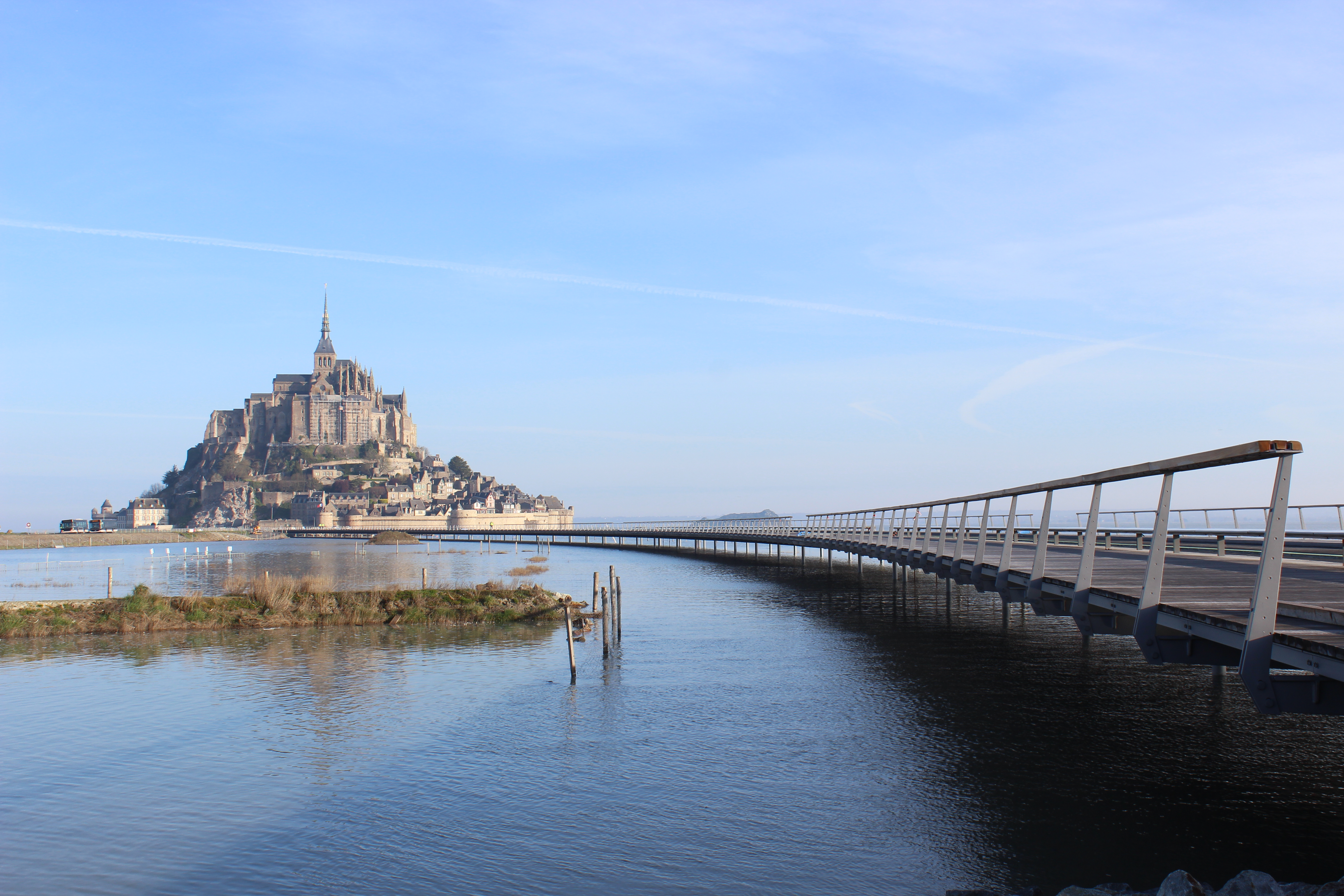
La passerelle du Mont Saint-Michel au départ/arrivée de la véloroute de la Régalante.

## Les cours d'eau
Les principaux fleuves et rivières traversés ou longés sont :
- Loire
- Erdre
- Don
- Brutz
- Semnon
- Seiche
- Valière
- Vernouzet
- Vilaine
- Cantache
- Nançon
- Loisance
- Guerge
- Couesnon

## Fréquentation
Plus de deux millions de sorties ont été comptabilisées en 2023 avant l'inauguration, effectuées principalement par des piétons.
L’itinéraire de La Régalante représente 17 % de la fréquentation des neuf grandes véloroutes de l’ouest en 2023. Elle est le deuxième itinéraire derrière la V45 qui à terme ira de Roscoff à Nantes par le littoral.
Le parcours est aussi connu au Royaume-Uni depuis que le quotidien d'information britannique The Guardian a réalisé un reportage sur la Régalante.

## Histoire
En 2021, le vélo loisir après l'épidémie de Covid-19 est en plein essor[réf. souhaitée]. Par suite, des collectivités territoriales souhaitent développer le tourisme « en terres intérieures » de la Bretagne, moins attractif que le tourisme littoral et par conséquent de bénéficier de retombées économiques. Une coopération est ainsi créée par la création d'un comité d’itinéraire. Il est constitué de 3 départements (Manche, Loire-Atlantique, Ille-et-Vilaine) et des 10 EPCI traversés par l'itinéraire. La Régalante est inaugurée le 23 mars 2024.